# Eekhoornvissen

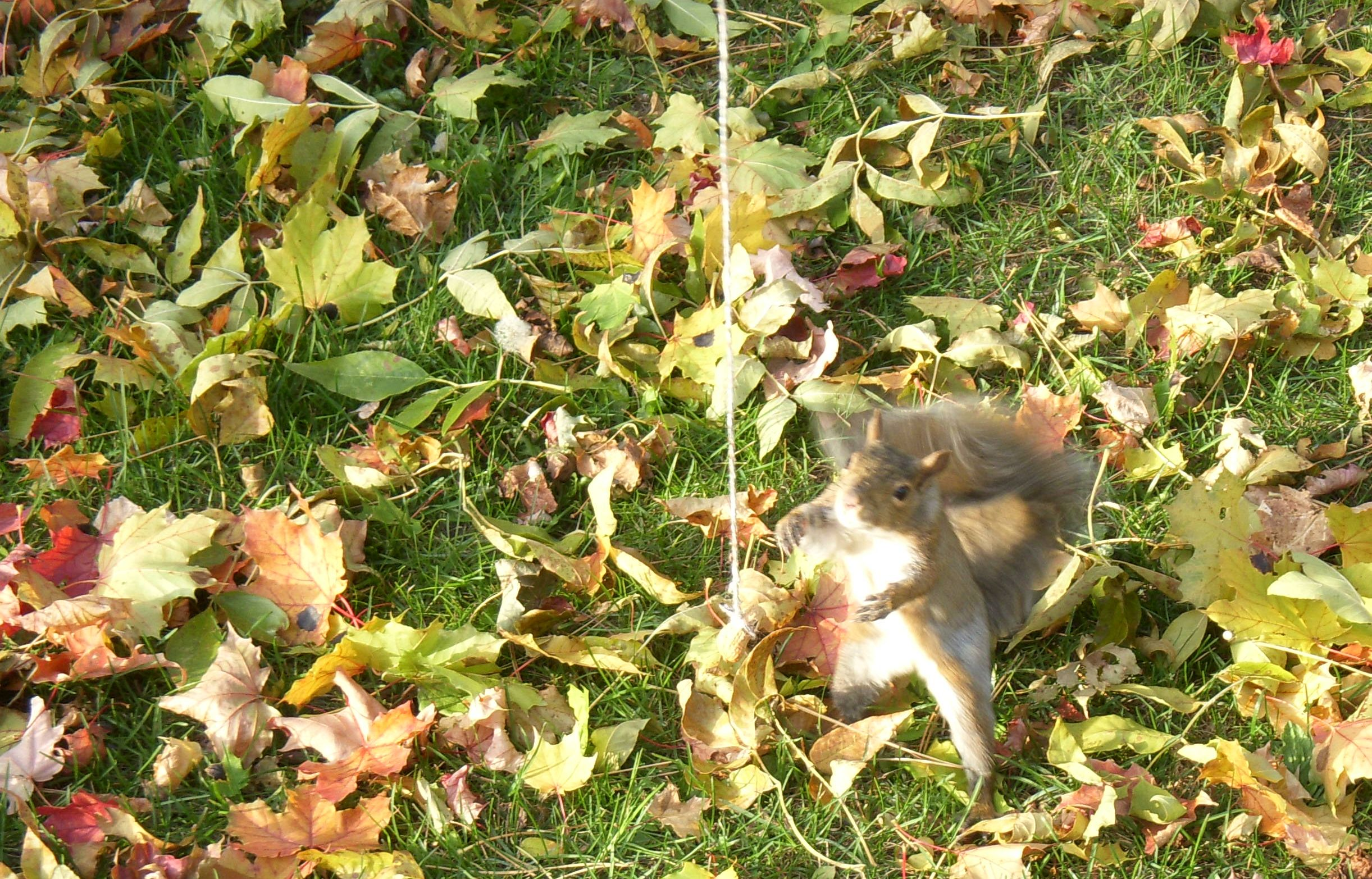
Een eekhoorn op het punt de pinda te grijpen.

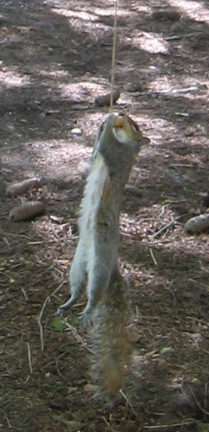
De eekhoorn wordt met succes opgetild.

Eekhoornvissen (Engels: Squirrel fishing) is een vrijetijdsbesteding waarbij geprobeerd wordt eekhoorns te vangen door ze in de lucht te tillen met behulp van een pinda vastgebonden aan een touw of vislijn, ook mogelijk met een vishengel.
De oorsprong van deze activiteit is onbekend maar in de krant The Pullman Herald werd in 1889 al vernoemd dat eekhoornvissen populair was in Californië. Er dient wel opgemerkt te worden dat de Noord-Amerikaanse grijze eekhoorn (Sciurus carolinensis) veel minder schuw is dan de Euraziatische eekhoorn (Sciurus vulgaris).
Meer recenter zijn het vooral studenten die zich in de Verenigde Staten bezig houden met deze "sport". Zo zijn er meerdere squirrel fishing clubs, onder andere aan de Ohio State University, de Michigan State University en de Universiteit van Californië - Berkeley (The Berkeley Squirrel Fisher's Club (BSF)).
In een video uit 2010 wordt uitgelegd dat eekhoornvissen (Japans: Risu no tsuri) sinds 1997 ook populair is in Japan.